# Thierry Deleruyelle
Thierry Deleruyelle(uitspraakⓘ) (Arras, 9 augustus 1983) is een Frans componist, dirigent en percussionist, bekend om zijn werk voor harmonieorkest en brassband. Zijn composities worden internationaal uitgevoerd.

## Biografie

#### Jeugd
Thierry Deleruyelle werd geboren in de Franse plaats Arras, waar een grote muziekscene was. Door de muzikale omgeving waarin hij opgroeide, raakte hij reeds op jonge leeftijd geïnteresseerd in het bespelen van percussie. Tijdens zijn jeugd was hij actief in verschillende regionale ensembles, waar hij zich ontwikkelde tot zowel uitvoerder als componist.
Deleruyelle genoot een muzikale opleiding aan het Conservatoire National Supérieur de Musique de Paris. Daar studeerde hij percussie, harmonie, contrapunt en fuga. Tijdens zijn studie trad hij op als vervanger in verschillende Franse nationale symfonieorkesten.

#### Carrière
In 2016 debuteerde hij binnen het brassbandrepertoire met de compositie Fraternity in opdracht van de European Brass Band Championships. Het werk werd geprezen om zijn verhalende kracht en emotionele lading, en groeide uit tot een standaardwerk binnen het genre. In 2017 werd Fraternity bovendien gekozen als oefenstuk van de British Open.
Deleruyelles muziek is regelmatig te horen op nationale en internationale brassbandwedstrijden. Zo werd zijn werk Sand and Stars gekozen als oefenstuk voor de Nederlandse Brassbandkampioenschappen en de British Open 2023. Zijn compositie Crazy Twenties was het verplichte werk voor de North American Brass Band Championships van 2025.
Naast zijn werk voor brassband heeft Deleruyelle ook werken voor harmonieorkest gecomponeerd. Op 14 juli 2023 werd zijn stuk Majesty uitgevoerd tijdens de opening van de nationale militaire parade op de Champs-Élysées in aanwezigheid van president Emmanuel Macron. In 2024 won zijn compositie Heroes of Liberty de eerste prijs in een compositiewedstrijd van het Franse Ministerie van Defensie.

## Stijl
Zijn werken staan bekend om hun technische uitdagingen voor muzikanten, maar ook om de verhaallijnen in de muziek.

## Belangrijkste werken

### Werken voor blaasorkest harmonieorkest
- Alliance Day
- Superjet
- The World of Sorcery
- Play for Fun !
- Talisman
- Buffalo Bill
- Chorale for Peace
- Black Gold
- Columbus
- Supernova
- Majesty
- Fraternity
- Lord of the Lake
- Compostela
- Little Tokyo Suite
- Keystone
- Cleopatra
- Eldorado
- Golden Peak
- Mexicana
- Tarjan
- Pop City
- Adventure Land
- Fields of Honour
- The Magic Book
- Sahara
- Children's Oak
- Atlantic Overture
- Merlin
- Statue of Liberty
- High Voltage
- Atlas Symphony
- The Heaven Tree
- Hymn to Freedom
- Colors of Time
- Wind Power
- Emperor
- The Order of the Temple

### Werken voor brassband
| Jaar | Kunstwerk                              | Sponsor                            | Opgelegd in het kampioenschap | Kamer naar keuze |
| ---- | -------------------------------------- | ---------------------------------- | --- | ---------------- |
| 2025 | Superjet                               | /                                  | / |                  |
| 2025 | Chorale for Peace                      | /                                  | / |                  |
| 2025 | Black Gold                             | /                                  | - World Music Contest (WMC) (3rd division) | /                |
| 2025 | Lord dof the Lake                      | /                                  | / |                  |
| 2024 | Majesty                                | /                                  | / |                  |
| 2024 | Snow Island                            | Fêtes cantonales 2024 (CH)         | - Kantonal Musikfest Valais/Wallis (CH) - Bernisches Kantonal-Musikfest (CH) - Jurassisch Kantonales Musikfest (CH) - Solothurner Kantonal-Musikfest - Swedish National Championship 2025 (SWE) | 1 keer           |
| 2024 | Crazy Twenties                         | Paris Brass Band (F)               | - North American Brass Band Championships (USA) | 4 keer           |
| 2023 | Columbus (Ouverture)                   | Brass Band Bourgueillois (F)       | - Swedish National Championship 2025 (SWE) | /                |
| 2023 | Keystone                               |                                    | - Championnat National de France 2023 (F) - Australian Championships 2024 (AU) - Swedish National Championship 2025 (SWE) | 3 keer           |
| 2022 | Sand and Stars                         | Brass Band Treize Etoiles (CH)     | - Dutch Nationals 2023 (NL) - British Open 2023 (GB) - Australian Championships 2024 (AU) | 22 keer          |
| 2022 | Compostela                             | /                                  | - Championnat National Belge 2022 (B) | 6 keer           |
| 2021 | Dragonfly (Concerto pour Euphonium)    | Bastien Baumet (F)                 | / | /                |
| 2020 | Crossing Worlds (Concerto pour Cornet) | Kathleen Gaspoz (CH)               | / | /                |
| 2019 | No Man’s Land                          | Noordlimburgse Brass Band (B)      | - Championnat National de France 2026 (F) | 6 keer           |
| 2019 | Citadel's Destiny (March)              | Musique de l’Infanterie (F)        | / | 1 keer           |
| 2018 | Lions of Legends                       | Eurofestival 2016 / CMF            | - Championnat National de France 2019 (F) - Championnat National Belge 2019 (B) - National Championship of Great Britain 2021 (GB) - Victorian State Championships 2023 (AU) - French Open 2023 (F) | 59 keer          |
| 2017 | Viking Age                             | Orchestre de Cuivres de Colmar (F) | - Kantonal Musikfest Vaud/Waadt 2018 - NIBA Championship of Ireland 2018 (IRE) - Dutch Nationals 2018 (NL) - National Championship of Great Britain 2019 (GB) - Australian Championships 2020 (AU) - Danish National Championship (DK) 2020 - Tasmanian Band Championships 2021 - NSW State Championships 2022 (AU) - Australian Championships 2023 (AU) | 62 keer          |
| 2016 | Fraternity                             | Eurofestival 2016 / EBBA           | - European Champioships 2016 (F) - NSW State Championships 2017 (USA) - British Open 2017 (GB) - West Australian State Band Festival 2018 (AU) - Berner Oberländische Musiktage 2018 (CH) - British Open Spring Festival 2019 (GB) | 74 keer          |

### Werken voor kamermuziek en solist
- Horngold (tenorhoorn en piano)
- Dragonfly (euphonium en piano)
- Crossing Worlds (cornet en piano)
- Kalaset (tuba en slagwerk)
- Cadenza Infernale (solotimpani)
- Balalaïka (marimba solo)
- Cyclone (viool en slagwerk)
- Celero (slagwerkkwartet)
- Face à Face (vibrafoon en piano)

### Originele projecten
| Jaar | Titel       | Natuur                                                                                               | Auteur(s)                                          |
| ---- | ----------- | --- | -------------------------------------------------- |
| 2024 | Promethean  | Gemaakt door het Carolina Crown Drum and Bugle Corps (VS) voor het wereldkampioenschap ‘Drum Corps » | Fragmenten uit Fraternity door Thierry Deleruyelle |
| 2019 | Vox Eversio | Creatie door het Santa Clara Vanguard drum corps (VS) voor het wereldkampioenschap ‘Drum corps »     | Fragmenten uit Fraternity door Thierry Deleruyelle |

## Prijzen en onderscheidingen
- 2024: Eerste prijs, Compositiewedstrijd Franse Ministerie van Defensie (Heroes of Liberty)
- 2023: Test Piece van het Jaar – 4barsrest Awards (Sand and Stars)
- 2017: Test Piece van het Jaar – 4barsrest Awards (Fraternity)[15][16]
- 2016: Test Piece van het Jaar – 4barsrest Awards (Fraternity)[17]
- 2016: Nieuwkomer van het Jaar – 4barsrest Awards
- 2009: Eerste prijs – Haize Berriak compositiewedstrijd (Spanje)

- Gemeinsame Normdatei: 1080153853
- International Standard Name Identifier: 0000 0000 4996 7141
- Library of Congress Control Number: no2007016804
- Système universitaire de documentation: 191769363
- Virtual International Authority File: 69198139
- WorldCat: E39PBJgmRDdvphTR3fqhWQQXh3